# Чаманінек
Чаманінек (пол. Czamaninek) — село в Польщі, у гміні Топулька Радзейовського повіту Куявсько-Поморського воєводства.
Населення — 291 особа (2011).
У 1975-1998 роках село належало до Влоцлавського воєводства.

## Демографія
Демографічна структура станом на 31 березня 2011 року:
|          | Загалом | Допрацездатний вік | Працездатний вік | Постпрацездатний вік |
| -------- | ------- | ------------------ | ---------------- | -------------------- |
| Чоловіки | 152     | 29                 | 107              | 16                   |
| Жінки    | 139     | 31                 | 82               | 26                   |
| Разом    | 291     | 60                 | 189              | 42                   |